# Arpa Ke'un

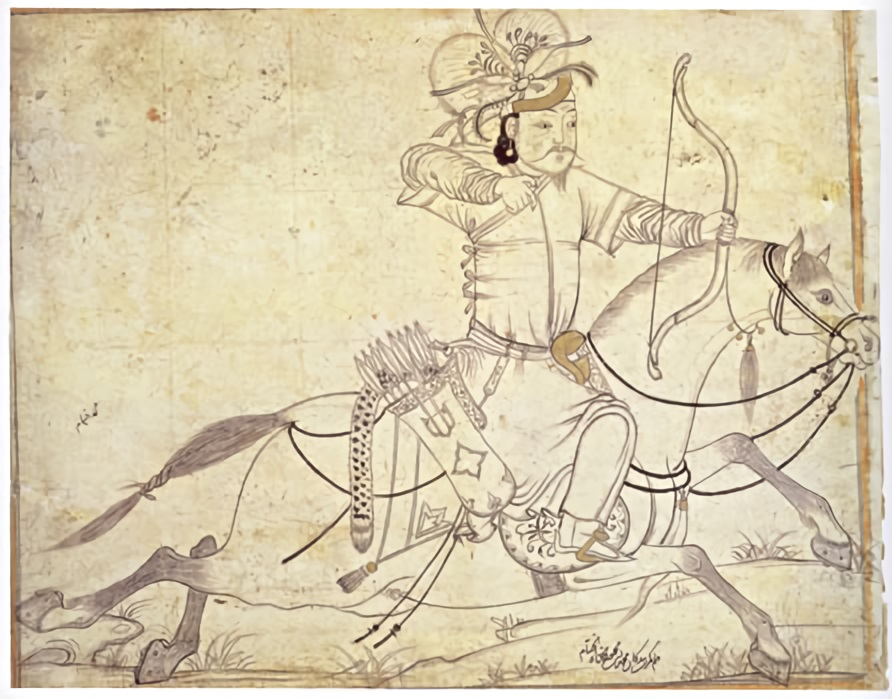
Ilkanidische ruiter, een tekening uit het begin van de 15e eeuw

Arpa Ke'un, die ook wel Arpa Khan of Gawon genoemd wordt, was de tiende heerser van het Ilkanaat in Iran (1335-1336), in het begin van de periode waarin dat rijk uiteenviel. Hij was de opvolger van Abu Sa'id, die was gestorven zonder kinderen. Arpa Ke'un was een afstammeling van Ariq Boke, een broer van Hulagu, van wie de meeste Ilkaniden afstamden. Hij trouwde met Sati Beg, een zuster van koning Abu Sa'id en weduwe van de veldheer Chupan, die in de periode 1317-1327 de feitelijke machthebber van het Ilkanidenrijk was geweest.
Meteen na zijn troonsbestijging kreeg hij te maken met een inval van Ozbeg Khan, de heerser van de Gouden Horde. Deze wist hij te verdrijven, maar in april 1336 werd hij overwonnen door een leger van Ali Padsah, gouverneur van Baghdad en een oom van Abu Sa'id. Kort daarna werd Arpa Ke'un geëxecuteerd. Hij werd opgevolgd door Musa, een zetbaas van Ali Padsah.